# Eurhynchium afromyosuroides
Eurhynchium afromyosuroides là một loài Rêu trong họ Brachytheciaceae. Loài này được (Müll. Hal.) Paris mô tả khoa học đầu tiên năm 1900.